# NGC 7435
NGC 7435 ist eine Balken-Spiralgalaxie vom Hubble-Typ SBa im Sternbild Pegasus am Nordsternhimmel. Es ist schätzungsweise 339 Millionen Lichtjahre von der Milchstraße entfernt.
Das Objekt wurde am 12. Oktober 1855 vom irischen Astronomen R. J. Mitchell, einem Assistenten von William Parsons, entdeckt.